# Frontera entre el Txad i la República Centreafricana
La frontera entre el Txad i la República Centreafricana és la línia fronterera que separa l'oest de la República Centreafricana del'est del Txad a l'Àfrica central. Té 1.197 km de longitud.

## Traçat
La frontera comença al trifini entre ambdós països i el Camerun, i acaba al trifini amb el Sudan. Predomina l'orientació oest-est, seguint principalment el curs dels rius Bahr Aouk, Nana Barya, Pendé i Aoukalé.
La frontera, sobretot a la seva part oriental, ha estat una zona violenta i amb molts refugiats degut al conflicte del Darfur.